# Stazione di Urawa
La stazione di Urawa (浦和駅?, Urawa-eki) è una stazione ferroviaria situata nel quartiere di Urawa-ku a Saitama, città della prefettura omonima, servita dalle linee Keihin-Tōhoku, Utsunomiya, Takasaki e Linea Shōnan-Shinjuku della JR East.

## Linee

### Treni
East Japan Railway Company
■ Linea Keihin-Tōhoku
■ Linea Utsunomiya/Takasaki (Linea Tōhoku)
■■ Linea Shōnan-Shinjuku

## Struttura
La stazione è stata completamente sopraelevata nel 2011 dal marzo 2013 ospita due nuovi binari per la linea Shōnan-Shinjuku. Sono presenti tre banchine a isola con sei binari passanti
| 1-2 | ■ Linea Keihin-Tōhoku       | per Ueno, Tokyo, Yokohama e Ōfuna           |
| 1-2 | ■ Linea Keihin-Tōhoku       | per Kita-Urawa e Ōmiya                      |
| 3-4 | ■ Linea Utsunomiya/Takasaki | per Akabane, Ueno, Tokyo, Yokohama e Ōfuna  |
| 3-4 | ■ Linea Utsunomiya/Takasaki | per Oyama, Utsunomiya e Kuroiso             |
| 5-6 | ■ Linea Shōnan-Shinjuku     | per Akabane, Ikebukuro, Shinjuku e Yokohama |
| 5-6 | ■ Linea Shōnan-Shinjuku     | per Ōmiya, Kumagaya, Takasaki e Maebashi    |

### Panoramica della stazione

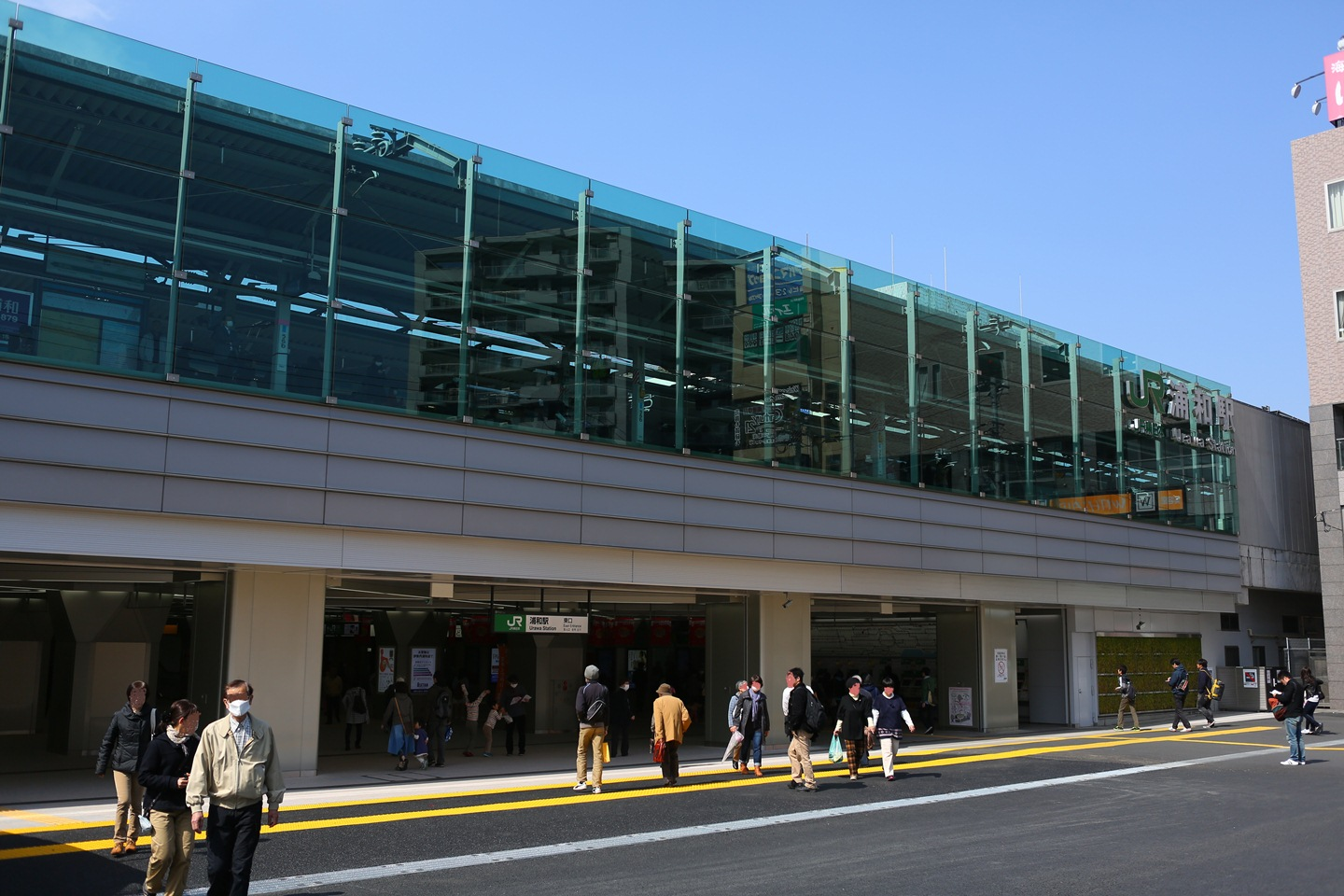
Vista della nuova uscita est
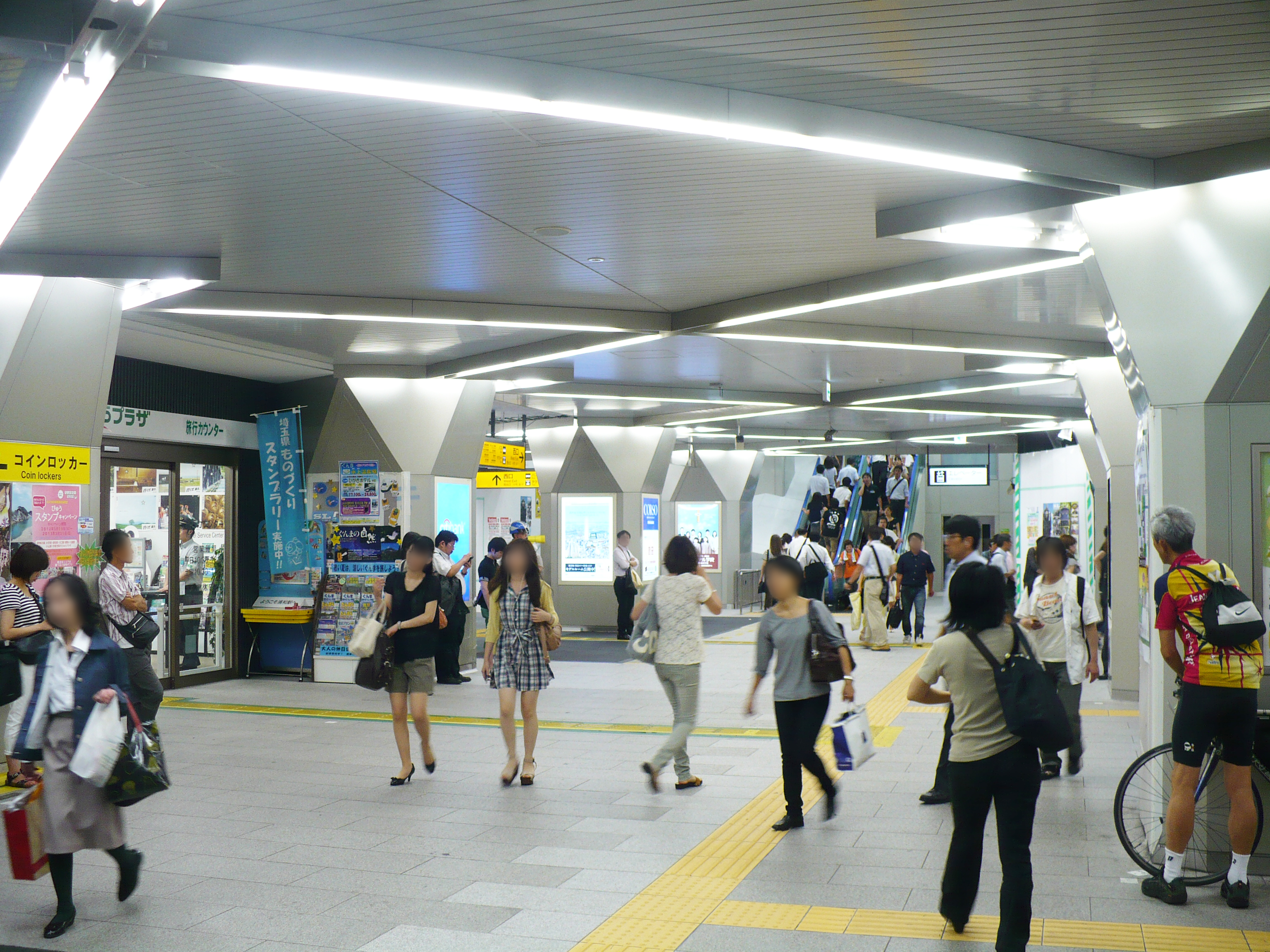
Corridoio di passaggio est-ovest esterno dall'area tornelli
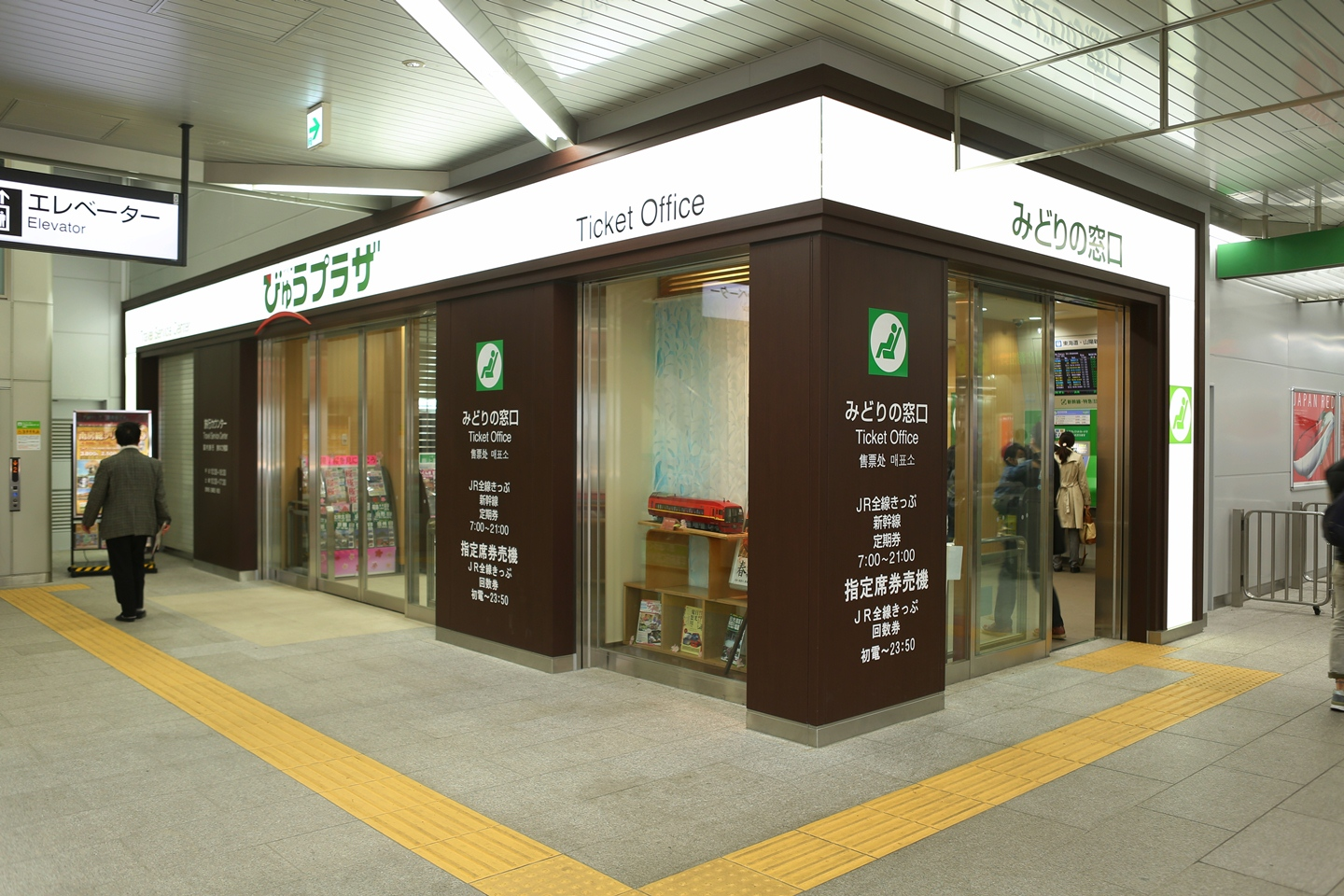
Vista della biglietteria
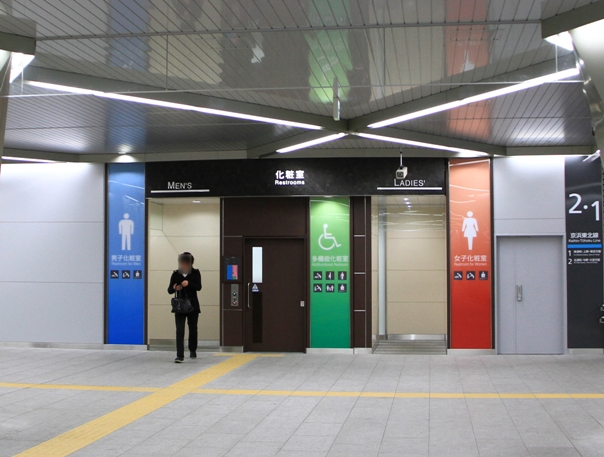
I servizi igienici
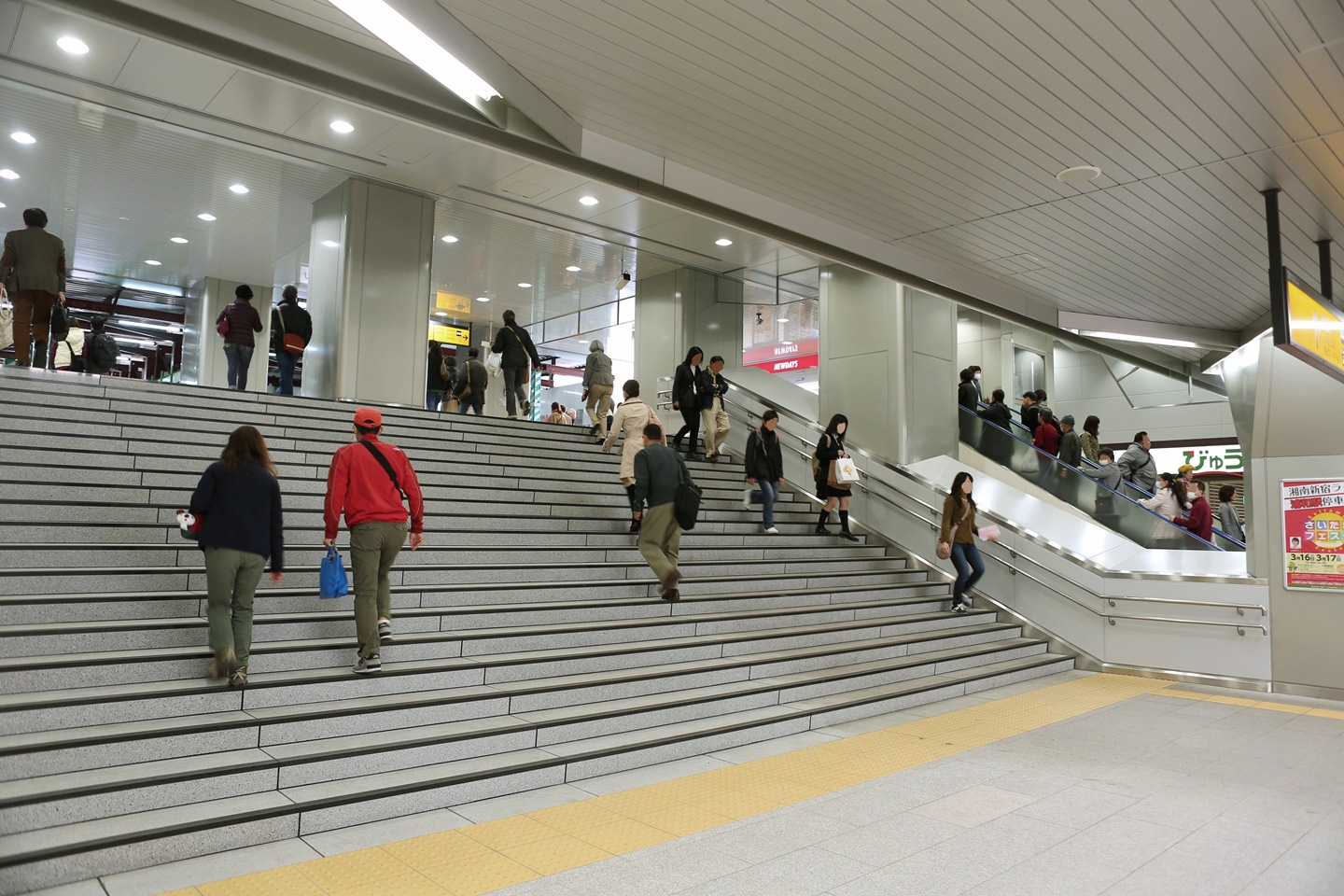
La scalinata del corridoio di passaggio
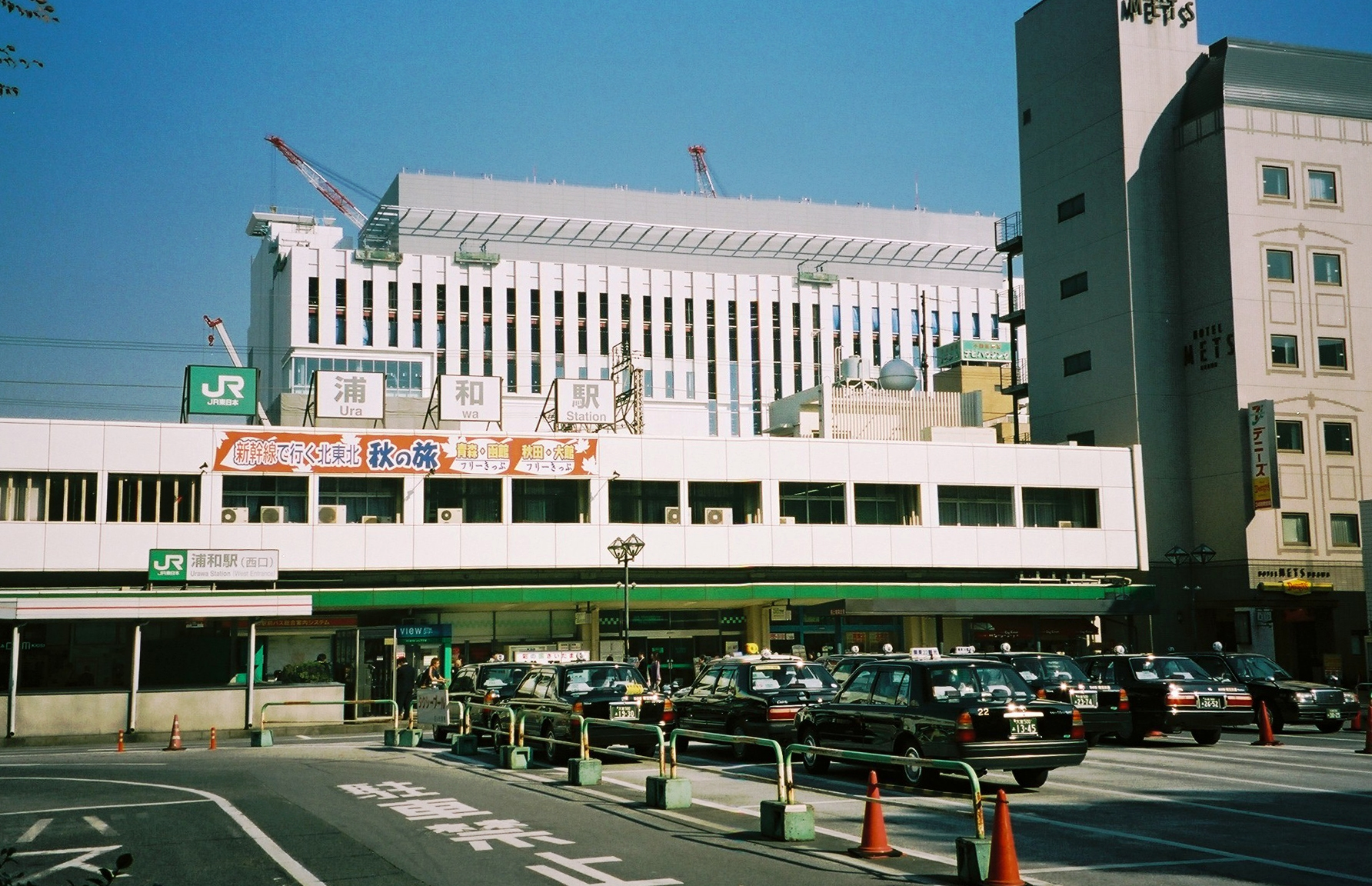
Vista della stazione nel 2006, prima dei lavori di sopraelevazione e restyling

## Stazioni adiacenti
| «                     | Servizio            | »                   |
| Linea Keihin-Tōhoku   | Linea Keihin-Tōhoku | Linea Keihin-Tōhoku |
| --------------------- | ------------------- | ------------------- |
| Minami-Urawa          | Locale              | Kita-Urawa          |
| Minami-Urawa          | Rapido              | Kita-Urawa          |
| Linea Utsunomiya      |                     |                     |
| Akabane               | Rapido Rabbit       | Ōmiya               |
| Akabane               | Rapido pendolari    | Ōmiya               |
| Linea Takasaki        |                     |                     |
| Akabane               | Rapido Urban        | Ōmiya               |
| Akabane               | Rapido pendolari    | Ōmiya               |
| Linea Shōnan-Shinjuku |                     |                     |
| Akabane               | Tutti i treni       | Ōmiya               |

- Presso la stazione fermano anche gli espressi limitati Kusatsu, Akagi e Minakami.